# Siège de Fukuryūji
Guerre de Gempei
Batailles
- Uji (1re)
- Nara
- Ishibashiyama
- Fujigawa
- Sunomata
- Yahagigawa
- Hiuchi
- Kurikara
- Shinohara
- Mizushima (navale)
- Fukuryūji
- Muroyama
- Hōjūjidono
- Uji (2e)
- Awazu
- Ichi-no-Tani
- Kojima
- Yashima (navale)
- Dan-no-ura (navale)

Fukuryūji (福隆寺) était une forteresse appartenant à Kaneyasu Seno, un partisan des Taira. Kanehira Imai, compagnon de Minamoto no Yoshinaka, conduisit ses hommes au travers de rizières boueuses, sous de lourds tirs d'archerie, à l'assaut de la forteresse. Les attaquants furent victorieux, et Kaneyasu mourut lors du combat.